# Dobieszewo (jezioro)
Dobieszewo – jezioro na Wysoczyźnie Łobeskiej, położone w gminie Łobez, w powiecie łobeskim, w woj. zachodniopomorskim. Powierzchnia zbiornika wynosi 3,50 ha.
Dobieszewo w typologii rybackiej jest jeziorem karasiowym. Jezioro należy do zlewni rzeki Reskiej Węgorzy.
Ok. 0,5 km na południowy wschód od brzegu jeziora Dobieszewo leży wieś Unimie, natomiast ok. 1,5 km na południowy zachód leży wieś Dobieszewo.